# Palais Lillienhoff
Le palais Lillienhoff (en suédois : Lillienhoffska palatset) ou maison Lillienhoff (en suédois : Lillienhoffska huset)  ou maison anglaise (en suédois : Engelska huset) est un édifice du quartier de Södermalm à Stockholm en Suède.

## Présentation
Le palais Lillienhoff est un bâtiment ressemblant à un palais situé sur le côté nord-est de la Medborgarplatsen à l'adresse Götgatan 48 (alors 38).
Le bâtiment a été construit en 1668-1670 pour le marchand Joachim Lillienhoff selon les plans de l'architecte Johan Tobias Albinus.
La maison est classée bleue par le Musée municipal de Stockholm, ce qui signifie que le bâtiment possède « des valeurs culturelles et historiques particulièrement élevées » correspondant aux exigences des bâtiments classés Byggnadsminne.
La propriété appartient et est gérée par la société municipale AB Stadsholmen.

## Architecture
Les façades étaient ornées de puissants festons de fruits, de pilastres colossaux et d'autres motifs du baroque hollandais, courants dans l'architecture des palais de Stockholm au milieu du XVIIème siècle.
À l'origine, le palais possédait un jardin à l'ouest qui bordait le Fatburen.
À la place, une cour clôturée et en contrebas a été aménagée.
À l'origine, la maison avait un toit de manoir pentu et un fronton donnant sur Götgatan.
Une modification du toit extérieur selon un dessin de 1786 n'a jamais été réalisée.
La conception actuelle du toit à pignon a été ajoutée un peu avant 1816.
La cuisine était située au sous-sol et a été rénovée en 1939 dans un état presque identique à celui d'origine. Au rez-de-chaussée se trouvait un hall avec des portes et des niches de fenêtres décorées. Le plafond était décoré de stucs et de peintures représentant des amours symbolisant toutes les saisons.
L'étage supérieur était la salle d'apparat, où le propriétaire vivait avec sa famille.
La chambre d'apparat encore conservée avec une riche décoration en stuc doré a été restaurée en 1939.

## Histoire

### Construction
L'édifice a été construit en 1668-1670 par le marchand Joachim Pötter (1630-1676), qui a été anobli en 1668 sous le nom de Lillienhoff, d'après les plans de l'architecte Johan Tobias Albinus (vers 1635-1679). Lillienhoff était l'un des plus grands armateurs de Stockholm. Il était également coactionnaire de plusieurs sociétés et était également associé de la Compagnie suédoise des Indes orientales.
Après la mort de Lillienhoff en 1676, sa veuve Petronella Lohe resta dans le bâtiment principal jusqu'à sa mort en 1694,.
Les façades sont décorées de motifs du baroque hollandais, comme c'était courant dans l'architecture des palais de Stockholm au milieu du XVIIème siècle. Le palais possédait à l'origine un jardin à l'ouest en direction d'un lac qui s'y trouvait alors appelé Fatburen. La conception actuelle du toit date de 1786. Certains intérieurs ont été conservés intacts.
Le palais a été acheté par la Grande-Bretagne en 1723 pour servir d'ambassade en Suède et a donc également été appelé le bâtiment anglais. Après cette utilisation, il servit de maison-Dieu pour la paroisse de Catherine jusqu'en 1888, et fut acheté par la ville de Stockholm

### Occupants après les années 1940
Depuis 1940, le bâtiment est utilisé, entre autres, pour des activités de restauration, des conférences, des archives et des bureaux.
Le bâtiment abritait des locaux, pour le service des rues de Stockholm, le Mantalskontoret, l'Association des consommateurs de Stockholm et quelques bureaux d'architecture. Pendant quelques années, le Musée de la presse y a aussi été installé avec les archives de la presse. Les combles ont conservé leur fonction résidentielle dans les appartements construits dans le cadre de la rénovation des années 1930.
Parmi les restaurants qui y ont fonctionné citons le Källaren Fatburen, dans les années 1940.
Le Källaren Fatburen était un lieu de déjeuner simple et abordable avec des animations musicales et des tables en plein air sur la place.
Le Källaren Drufvan a été déplacée ici depuis Götgatan 50 (actuellement 72) lorsque son bâtiment a été démoli à la fin des années 1960 et il était située dans le palais Lillienhoff jusqu'en 1980.
Après Källaren Drufva est venue la pizzeria La Bussola.
Dans l'une des salles du sous-sol, il y a eu des discothèques telles qu'Apple, Rango Tango et d'autres activités de club similaires depuis les années 1970.
Depuis 1987, le restaurant Snaps Bar & Bistro est situé dans le bâtiment avec une entrée depuis la façade donnant sur Medborgarplatsen et une grande terrasse extérieure sur la place pendant l'été.

## Galerie

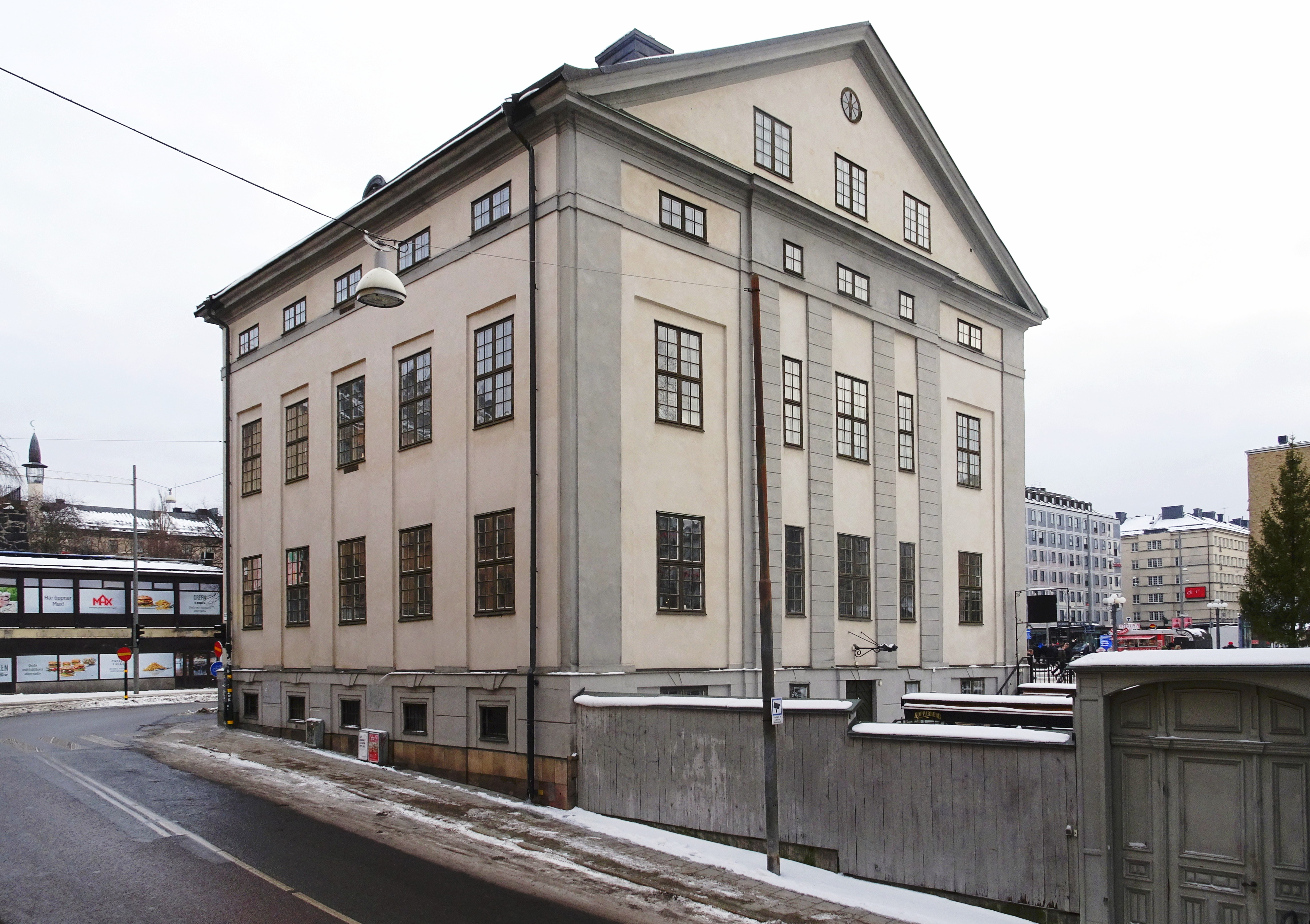
Façade nord-ouest.
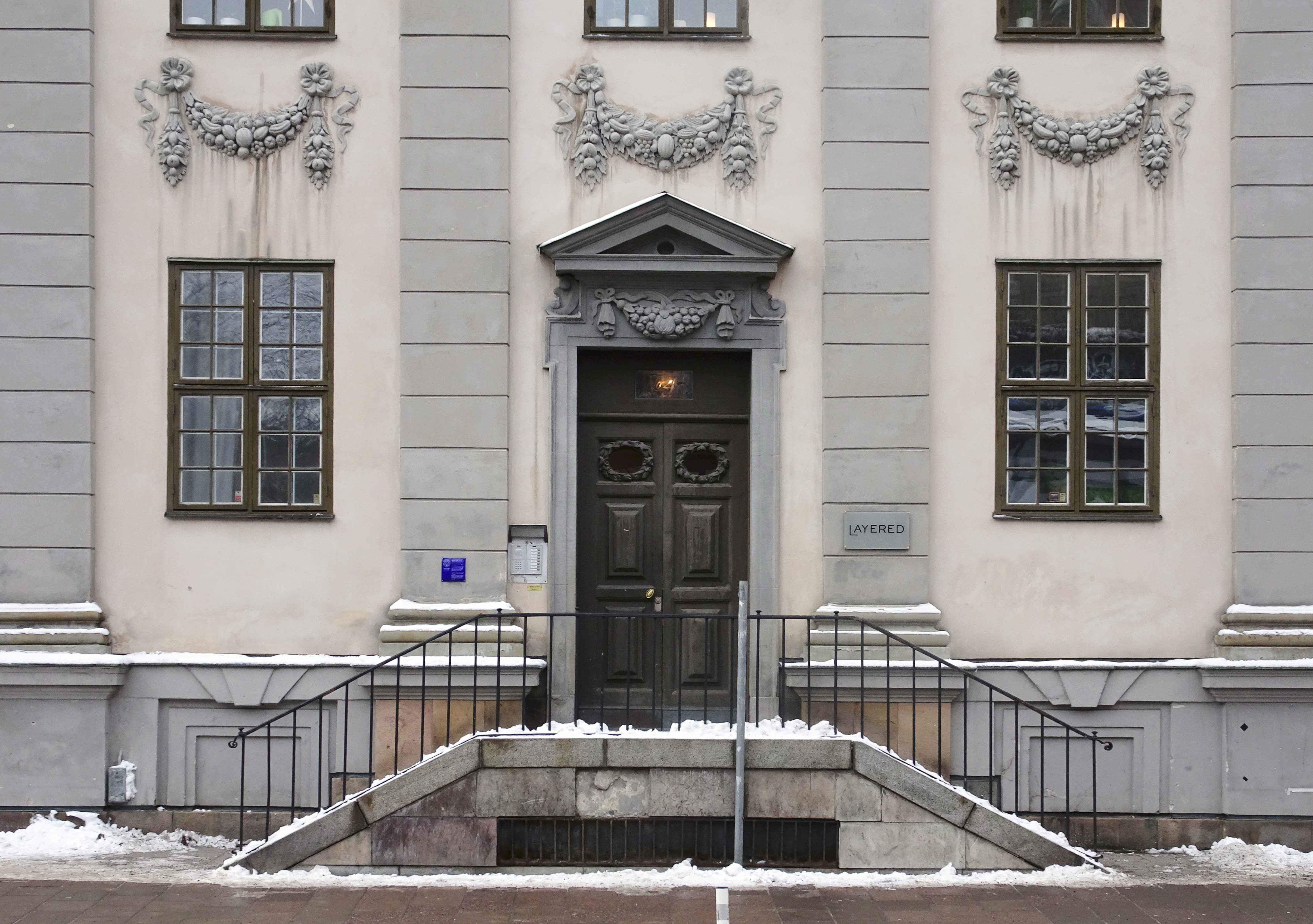
Entrée de Götgatan.
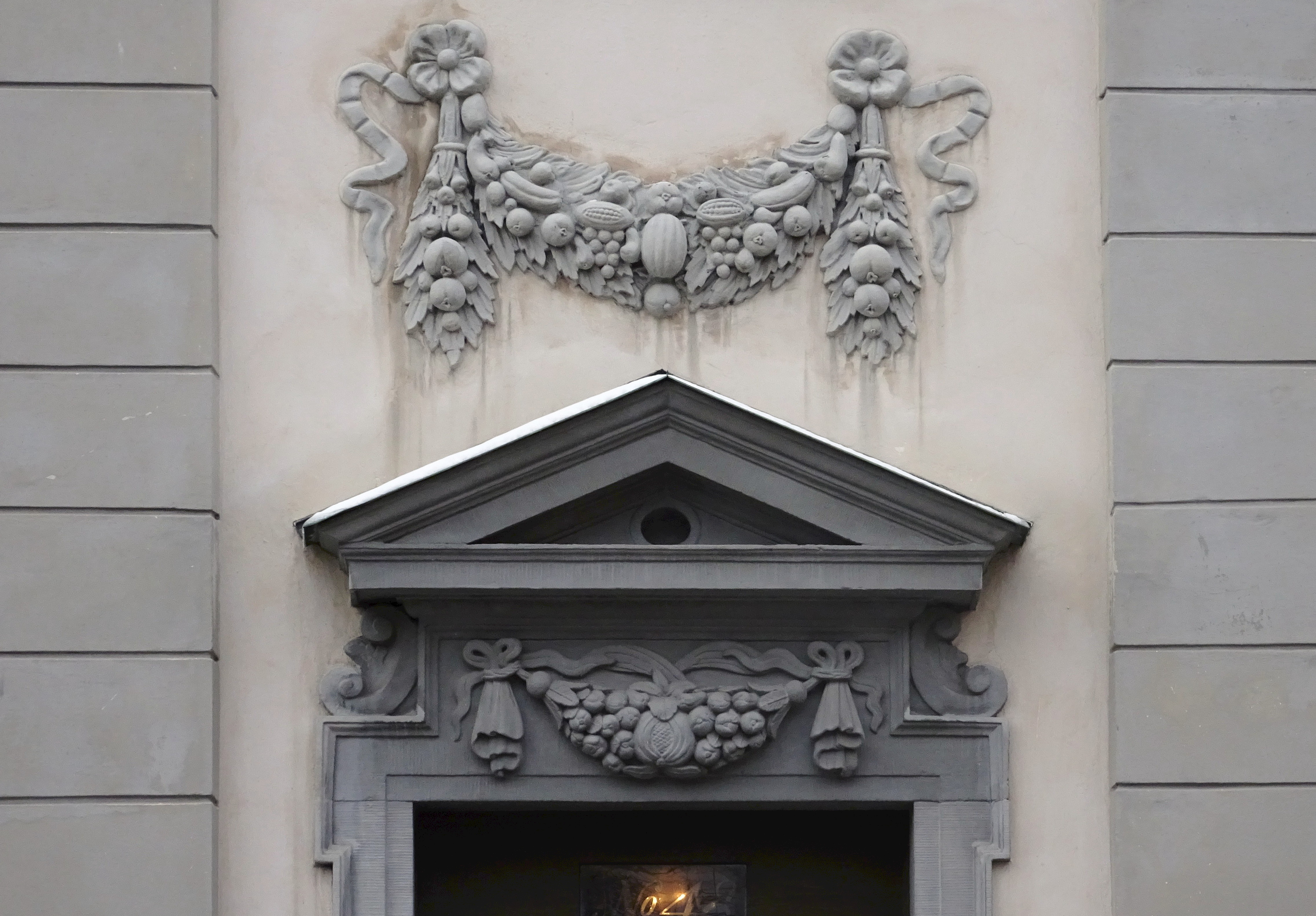
Festons de fruits.
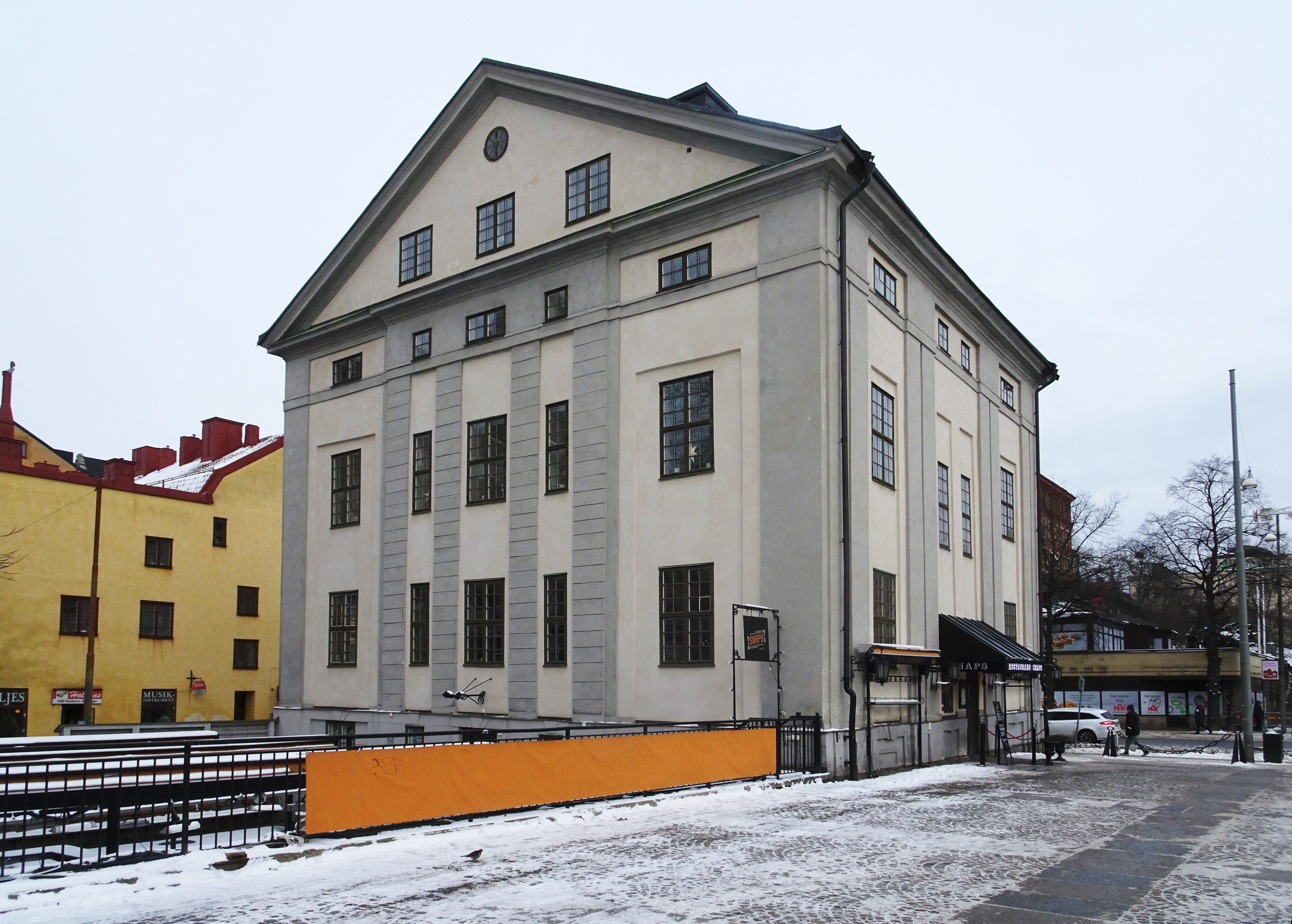
Façade sud-ouest depuis Medborgarplatsen.
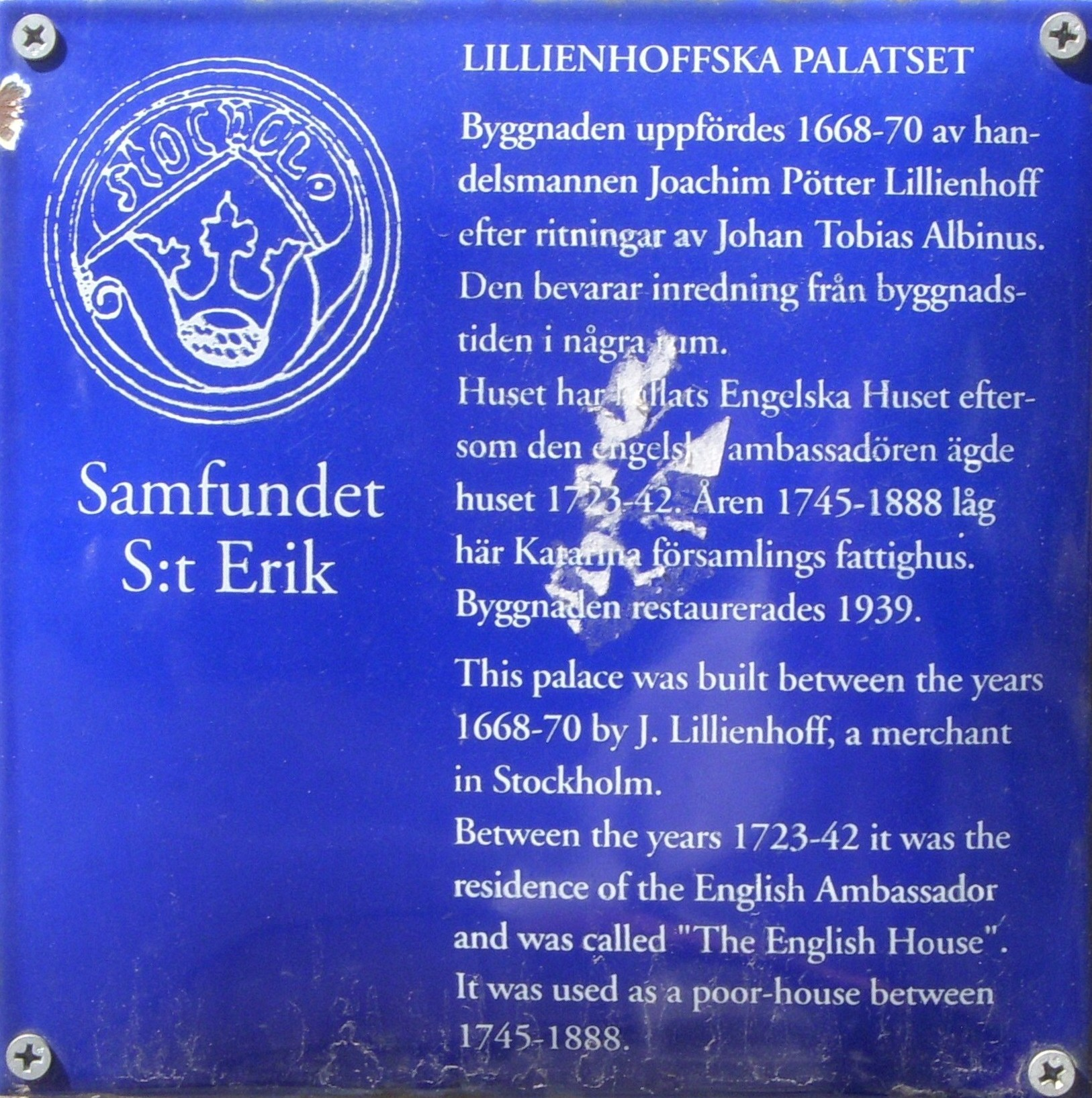
Plaque commémorative.